# 沙奇斯·米內尼
沙奇斯·米內尼（Saketh Myneni，1987年10月19日—）是一位印度職業網球運動員。他曾代表國家參加2014年亞洲運動會網球比賽，並獲得混合雙打金牌和男子雙打銀牌。

## 外部連結
- 沙奇斯·米內尼（英文/西班牙文）的官方資料
- 沙奇斯·米內尼的國際網球總會 職業／青少年 官方資料（英文）
- 沙奇斯·米內尼的官方資料（英文）